# Thorleif Schjelderup-Ebbe

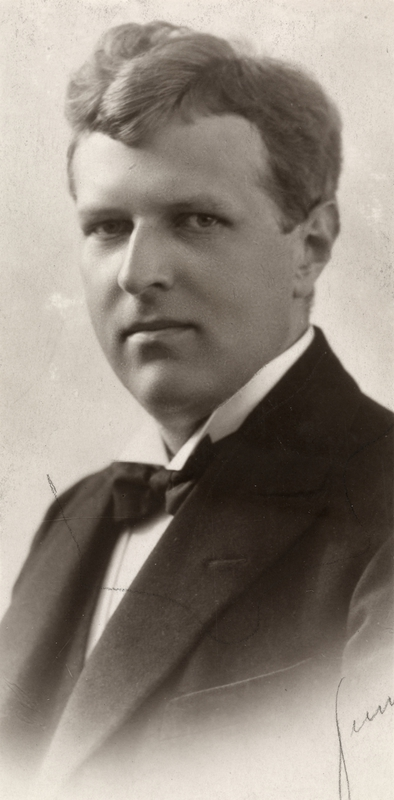
Thorleif Schjelderup-Ebbe, etwa 1930

Thorleif Schjelderup-Ebbe (* 12. November 1894 in Oslo; † 8. Juni 1976 ebenda) war ein norwegischer Zoologe, welcher zuerst die Hackordnung bei Hühnern (Gallus gallus domesticus) beobachtete und in seiner Dissertation aus dem Jahre 1921 beschrieb.

## Biographie
Torleif Schjelderup-Ebbe wurde als Sohn des schwedischen Bildhauerehepaares Axel Ebbe (1868–1941) und Menga Schjelderup (1871–1945) geboren. Im Jahr 1919 heiratete er Torbjørg Brekke.
Schon als Kind interessierte er sich für Tiere und deren Sozialverhalten. Die von ihm zuerst beobachteten und beschriebenen Verhaltensweisen führte Schjelderup-Ebbe an seinen eigenen Hühnern durch, die er seit seinem zehnten Lebensjahr aufzog. Die von ihm beobachtete Dominanzhierarchie bei Hühnern und anderen Vögeln ließ ihn zu dem Schluss kommen, dass innerhalb einer Gruppe zuerst ein dominantes Tier das Futterrecht erhält, bevor rangniedrigere Tiere an die Reihe kommen. Schjelderup-Ebbe konnte bei seinen Beobachtungen zudem Ausnahmen in der jeweiligen Hierarchieordnung bei Hühnern erkennen. Er erkannte dabei sogenannte „Dreiecke“, bei denen das höher stehende Huhn A das niedere Huhn B pickte, B das niedere C, C jedoch wiederum Huhn A pickte. Schjelderup-Ebbe konnte somit auch innerhalb einer Hierarchieordnung Anomalien erkennen, die von einer starren Anordnung, innerhalb einer ansonsten geschlossenen Gruppenordnung, abwichen.

## Trivia
Schjelderup-Ebbe wurde zeit seines Lebens nicht die Anerkennung zuteil, die ihm auf Grund seiner grundlegenden Erkenntnisse zugestanden hätte. Schuld an diesen Umständen war ein kritischer Artikel über die erste Professorin Norwegens, welcher von einem Anonymus in einer Studentenzeitschrift stammte und besagte Professorin denunzierte. Schjelderup-Ebbe wurde als Urheber des Artikels vermutet (es stellte sich später heraus, dass der Artikel von dem bekannten norwegischen Schriftsteller Sigurd Hoel stammte). Da es sich bei besagter Professorin um Schjelderup-Ebbes Förderin handelte, konnte dieser daraufhin nicht weiter bei ihr promovieren.

## Veröffentlichungen
- Honsenes stemme. Bidrag til honsenes psykologi. In: Naturen: populaervitenskapeling tidsskrift. Band 37, 1913, S. 262–276
- Kometen: mytisk roman. Kristiania 1917
- Beiträge zur Biologie und Sozial- und Individualpsychologie bei Gallus domesticus. Greifswald 1921
- Gallus domesticus in seinem täglichen Leben. Dissertation Universität Greifswald, 12. Mai 1921
- Beiträge zur Sozialpsychologie des Haushuhns. In: Zeitschrift für Psychologie. Band 88, 1922, S. 225–252
- Soziale Verhältnisse bei Vögeln. In: Zeitschrift für Psychologie. Band 90, 1922, S. 106–107
- Aufmerksamkeit bei Mücken und Fliegen. In: Zeitschrift für Psychologie. Band 93, 1923, S. 281–282
- Digte. Kristiania 1923
- Der Graupapagei in der Gefangenschaft. In: Psychologische Forschung. Band 3, 1923, S. 9–11
- Das Leben der Wildente in der Zeit der Paarung. In: Psychologische Forschung. Band 3, 1923, S. 12–17
- Tanker og aforismer. Kristiania 1923
- Weitere Beiträge zur Sozialpsychologie des Haushuhns. In: Zeitschrift für Psychologie. Band 92, 1923, S. 60–87
- Les Despotisme chez les oiseaux. In: Bulletin de l'Institut Général Psychologique. Band 24, 1924, S. 1–74
- Fortgesetzte biologische Beobachtungen bei Gallus domesticus. In: Psychologische Forschung. Band 5, 1924, S. 343–355
- Kurzgefaßte norwegische Grammatik. Teil 1: Lautlehre. Berlin 1924
- Poppelnatten: digte. Kristiania 1924
- Zur Sozialpsychologie der Vögel. In: Zeitschrift für Psychologie. Band 95, 1924, S. 36–84
- Det nye eventyr: digte. Oslo 1925
- Soziale Verhältnisse bei Säugetieren. In: Zeitschrift für Psychologie. Band 97, 1925, S. 145
- Zur Theorie der Mengenlehre. In: Annalen der Philosophie und philosophischen Kritik. Band 5, 1925/1926, S. 325–328
- Blaat og rødt: digte. Oslo 1926
- Der Kontrast auf dem Gebiete des Licht- und Farbensinnes. In: Neue Psychologische Studien. Band 2, 1926, S. 61–126
- Sociale tilstande hos utvalgte inferiore vesner. In: Arkiv för psykologi och pedagogik. Band 5, 1926, S. 105–220
- Organismen und Anorganismen. In: Annalen der Philosophie und philosophischen Kritik. Band 6, 1927, S. 294–296
- Fra billenes verden. Oslo 1928
- Overhöihetsformer i den menneskelige sociologi. In: Arkiv för Psykologi och Pedagogik. Band 8, 1929, S. 53–100
- Zur Psychologie der Zahleneindrücke. In: Kwartalnik Psychologiczny. Band 1, 1930, S. 365–380
- Psychologische Beobachtungen an Vögeln. In: Zeitschrift für Angewandte Psychologie. Band 35, 1930, S. 362–366
- Die Despotie im sozialen Leben der Vögel. In: Richard Thurnwald (Hrsg.), Forschungen zur Völkerpsychologie und Soziologie. Band 10, 1931, S. 77–137
- Farben-, Helligkeits-, und Sättigungskontraste bei mitteleuropäischen Käfern. In: Archiv für die Gesamte Psychologie. Band 78, 1931, S. 571–573
- Liljene på marken. Oslo 1931
- Soziale Eigentümlichkeiten bei Hühnern. In: Kwartalnik Psychologiczny. Band 2, 1931, S. 206–212
- Instinkte und Reaktionen bei Pfauen und Truthühnern. In: Kwartalnik Psychologiczny. Band 3, 1932, S. 204–207
- Social behavior of birds. In: Carl Murchison (ed.), A Handbook of Social Psychology, Worcester 1935, S. 947–972
- Über die Lebensfähigkeit alter Samen. Oslo 1936
- Sanger og strofer. Oslo 1949
- Hva verden sier: en lyrisk, satirisk og virkelighetstro diktsyklus. Oslo 1953
- Liv, reaksjoner og sociologi hos en flerhet insekter. Oslo 1953
- Glansen og det skjulte: lyrikk, humor og satire. Oslo 1955
- Høider og dybder: lyrikk, humor og satire. Oslo 1957
- Life, reactions, and sociology in a number of insects. In: Journal of Social Psychology. Band 46, 1957, S. 287–292
- Sozialpsychologische Analogien bei Menschen und Tier. In: Deutsche Gesellschaft für Psychologie, Bericht über den 22. Kongress der Deutschen Gesellschaft für Psychologie in Heidelberg 1959. Göttingen 1960, S. 237–249
- Sol og skygge: aforismer og tanker. Oslo 1965
- Av livets saga: tanker, vers og shortstories. Oslo 1966–1969
- Noen nyere undersøkelser om estetikk, særlig m.h.t. diktning og folklore. Oslo 1967